# Museo de Sitio Chan Chan
El Museo de Sitio Chan Chan es un museo peruano, que está situado en el departamento de La Libertad.
El museo tiene salas de exposición permanentes y de exposición temporal. También recrea a través de maquetas la edificación de Chan Chan.
La zona arqueológica Chan Chan fue declarada como Patrimonio de la Humanidad por la Unesco en 1986 e incluida en la Lista del Patrimonio de la Humanidad en peligro en el mismo año.
Alberga alrededor de 15 mil piezas arqueológicas de cerámica, piezas líticas y de metales, textiles y restos óseos.